# Supercoupe de Chine de football
La Supercoupe de Chine de football est une compétition chinoise de football créée en 1996, opposant lors d'un match unique le champion de Chine au vainqueur de la Coupe de Chine.

## Palmarès
| Année                       | Vainqueur              | Score             | Finaliste            |
| --------------------------- | ---------------------- | ----------------- | -------------------- |
| 1996                        | Shanghai Shenhua       | 1 - 0             | Jinan Taishan        |
| 1997                        | Dalian Wanda           | 3 - 2             | Beijing Guoan        |
| 1998                        | Beijing Guoan          | 2 - 1             | Dalian Wanda         |
| 1999                        | Shanghai Shenhua       | 3 - 0             | Dalian Wanda         |
| 2000                        | Liaoning Fushun        | 3 - 0             | Shandong Luneng      |
| 2001                        | Dalian Shide           | 4 - 1             | Chongqing Lifan      |
| 2002                        | Shanghai Shenhua       | 1 - 1 2 - 0       | Dalian Shide         |
| 2003                        | Dalian Shide           | 1 - 0             | Qingdao Beilaite     |
| 2004                        | Beijing Hyundai Motors | 4 - 3             | Shanghai Shenhua     |
| Non disputée de 2005 à 2011 |                        |                   |                      |
| 2012                        | Guangzhou Evergrande   | 2 - 1             | Tianjin Teda         |
| 2013                        | Jiangsu Sainty         | 2 - 1             | Guangzhou Evergrande |
| 2014                        | Guizhou Renhe          | 1 - 0             | Guangzhou Evergrande |
| 2015                        | Shandong Luneng        | 0 - 0 (5 - 3 tab) | Guangzhou Evergrande |
| 2016                        | Guangzhou Evergrande   | 2 - 0             | Jiangsu Suning       |
| 2017                        | Guangzhou Evergrande   | 1 - 0             | Jiangsu Suning       |
| 2018                        | Guangzhou Evergrande   | 4 - 1             | Shanghai Shenhua     |
| 2019                        | Shanghai SIPG          | 2 - 0             | Beijing Guoan        |
| Non disputée de 2020 à 2022 |                        |                   |                      |
| 2023                        | Wuhan Three Towns      | 2 - 0             | Shandong Taishan     |
| 2024                        | Shanghai Shenhua       | 1 - 0             | Shanghai Port        |